# Lista de monumentos bizantinos de Istambul
Lista (incompleta) de monumentos bizantinos em Istambul (antiga Constantinopla), Turquia
| Tipo1  | Nome (título do verbete)           | Nome mais comum em turco                                                            | Outros nomes                                                                                   | Localização (distrito, área ou bairro)                                                      | Observações | [2] |
| ------ | ---------------------------------- | ----------------------------------------------------------------------------------- | ---------------------------------------------------------------------------------------------- | ------------------------------------------------------------------------------------------- | --- | --- |
| IMU    | Basílica de Santa Sofia            | Ayasofya                                                                            | Hagia Sofia                                                                                    | Fatih                                                                                       | Catedral de Constantinopla entre 360 e 1453, foi a maior catedral do mundo durante quase mil anos, até 1520. |     |
| ID     | Igreja da Virgem do Farol          |                                                                                     | Teótoco do Farol                                                                               |                                                                                             | Era uma capela do Grande Palácio de Constantinopla, situada na sua parte sul, junto a um farol que lhe dava o nome. Albergou uma das mais importantes coleções de relíquias da Cristandade, onde se contavam a Lança do Destino, um pedaço da Vera Cruz, o Mandílio (pano com a imagem de Jesus miraculosamente gravada), o braço direito de João Batista e as sandálias de Cristo. | en  |
| I      | Igreja de Santa Maria de Blaquerna | Meryem Ana Kilisesi                                                                 | Teótoco de Blaquerna, Igreja de Nossa Senhora de Blaquerna, Igreja de Santa Maria de Blaquerna | Fatih, Ayvansaray                                                                           | O edifício atual é de 1867, mas no local existiu uma igreja do século V, que foi destruída em 1434, a qual era um dos santuários mais importantes da Ortodoxia Grega. | en  |
| IM/IMU | Igreja de Pamacaristo              | Fethiye Camii (Mesquita Fethiye)                                                    | Igreja Teótoco Pamacaristo (Abençoada Mãe de Deus)                                             | Fatih, Çarşamba                                                                             | Uma parte, o pareclésio, está transformado em museu. É a igreja de Istambul com mais mosaicos a seguir a Santa Sofia e a Chora. |     |
| I      | Igreja de Santa Irene              | Aya Irini Kilisesi                                                                  | Hagia Ou Aya Irene                                                                             | Palácio Topkapı, Fatih                                                                      | Possivelmente um templo pré-cristão, foi a primeira igreja de Constantinopla. Foi usada como armaria pelos janízaros. |     |
| I      | Igreja de Santa Maria dos Mongóis  | Kanlı Kilise                                                                        | Teótoco Panagiotissa                                                                           | Fatih, Fener                                                                                | É a única igreja bizantina que nunca foi convertida em mesquita | en  |
| ID     | Igreja de São Polieuto             | en                                                                                  | Hagios Polyeuktos                                                                              | Fatih                                                                                       | Foi uma igreja dedicada a São Polieuto de Metilene, era a maior igreja de Constantinopla antes da construção de Santa Sofia. É possível que tenha sido a primeira igreja com cúpulas, um estilo depois aperfeiçoado em Santa Sofia. As suas ruínas foram redescobertas na década de 1960 e estão abertas ao público, embora as esculturas encontradas se encontrem no Museu Arqueológico de Istambul. | en  |
| IMU    | Igreja de São Salvador em Chora    | Kariye Müzesi                                                                       | Mesquita Kariye, Museu Chora, Kariye Camii, Kariye Kilisesi                                    | Fatih, Edirnekapı                                                                           | |     |
| IM     | Igreja de São Sérgio e São Baco    | Küçuk Ayasofya Camii                                                                | Pequena Santa Sofia,                                                                           | Fatih, Eminönü, Kumkapi                                                                     | Serviu de modelo à "grande" Santa Sofia; é um dos monumentos mais importantes de Istambul do período bizantino mais antigo. |     |
| ID     | Igreja dos Santos Apóstolos        | Havariyyun kilisesi, Polyandreion Imperial                                          | Aghioi Apostoloi                                                                               | Fatih                                                                                       | Demolida em 1461 para no seu lugar ser construída a Mesquita Fatih (dos Conquistador) |     |
| IM     | Mesquita Atik Mustafá Paxá         | Atik Mustafa Paşa Camii                                                             | Hazreti Cabir Camii                                                                            | Fatih, Ayvansaray                                                                           | Pensa-se que poderá ser a antiga igreja de Santa Tecla do Palácio de Blaquerna. | en  |
| IM     | Mesquita de Bodrum                 | Bodrum Camii                                                                        | Mesih Paşa Camii, Igreja de Mireleu                                                            | Fatih, Laleli                                                                               | Construída no século X | en  |
| IM     | Mesquita Eski Imaret               | Eski Imaret Camii                                                                   | Igreja de Cristo Pantepoptes                                                                   | Zeyrek, Fatih                                                                               | A única igreja bizantina do século XI ainda intacta | en  |
| IM     | Mesquita de Fenari Issa            | Fenari İsa Camii                                                                    | Molla Fenari İsa Camii, Mosteiro de Constantino Lips, Igreja da Virgem Teótoco                 | Fatih                                                                                       | O nome do mosteiro é o do um almirante bizantino que a inaugurou no século X. O edifício da mesquita era um par de igrejas separadas. | en  |
| IM     | Mesquita Gül                       | Gül Camii (Mesquita da Rosa)                                                        |                                                                                                | Fatih, Ayakapı                                                                              | Não há acordo entre os estudiosos quanto a antigamente ter sido o Mosteiro de Santa Teodósia (Moni Hagias Theodosias) ou o Moni tou Christou tou Euergetou e no passado foi também identificada como sendo a Igreja de Santa Eufémia | en  |
| IM     | Mesquita Hirami Amade Paxá         | Hırami Ahmet Paşa Mescidi                                                           | São João Batista                                                                               | Fatih, Çarşamba                                                                             | A mais pequena igreja bizantina existente em Istambul, data do séuclo XII e nunca foi estudada. | en  |
| IM     | Mesquita Kalenderhane              | Kalenderhane Camii                                                                  | Antiga Igreja de Teótoco Ciriotissa                                                            | Fatih, Vefa                                                                                 | | en  |
| IM     | Mesquita Kefeli                    | Kefeli Camii, Kefeli Mescidi                                                        | Mosteiro de Manuel, Mosteiro de São Nicolau                                                    | Fatih, Salmatomruk                                                                          | Começou por ser uma igreja ortodoxa, depois foi usada conjuntamente pelas igrejas Católica e Arménia. A igreja católica era dedicada a São Nicolau. | en  |
| IM     | Mesquita de Koca Mustafá Paxá      | Koca Mustafa Paşa Camii                                                             | Sünbül Efendi Camii, Mone tou Hagiou Andreou en te Krisei (Mosteiro de Santo André de Creta)   | Fatih, Kocamustafapaşa                                                                      | Uma das poucas igrejas bizantinas de Itsambul cuja fundação remonta ao século VI. | en  |
| IM     | Mesquita Sancaktar Hayrettin       | Sancaktar Hayrettin Camii, Sancaktar Hayrettin Mescidi, Sancaktar Hayrettin Mescidi | Mosteiro de Gastria (não se tem a certeza)                                                     | Fatih, Kocamustafapaşa                                                                      | A julgar pelo tamanho da atual mesquita, ela ocupa, não a igreja principal do mosteiro, mas sim um martyrion (capela funerária) ou mausoléu, que se supõe ser do século XIV. | en  |
| IM     | Mesquita Vefa Kilise               | Vefa Kilise Camii (Igreja Mesquita de Vefa)                                         |                                                                                                | Fatih, Vefa                                                                                 | Possivelmente terá sido dedicada a São Teodoro (Hagios Theodoros) | en  |
| IM     | Mesquita de Zeyrek                 | Molla Zeyrek Camii                                                                  | Igreja ou Mosteiro do Cristo Pantocrator                                                       | Fatih, Zeyrek                                                                               | Construída no século XII, é um dos melhores exemplos da arquitetura bizantina do período médio e a maior igreja bizantina de Istambul a seguir a Santa Sofia. Além da igreja principal, existia um mosteiro, com um hospital e biblioteca, e uma segunda igreja. Durante o Império Latino, que se seguiu à Quarta Cruzada, o mosteiro foi a sede do clero veneziano e usado como palácio imperial por Balduíno II de Constantinopla, o último imperador latino.                                                 |     |
| IM     | Mosteiro de Panagia Odigitria      |                                                                                     |                                                                                                | Fatih, Eminönü, Parque Gülhane                                                              | Fundado no século V pela princesa bizantina Santa Pulquéria, é famoso por ter albergado o ícone Odigitria original, segundo a lenda pintado por São Lucas. Atualmente só restam do mosteiros umas poucas ruínas no Parque Gülhane. | en  |
| IM     | Mosteiro de Estúdio                | Imrahor Camii                                                                       | Hagios Ioannes Prodromos en tois Stoudiou (Igreja de São João Batista em Studion)              | Fatih, Samatya                                                                              | Foi o maior mosteiro de Istambul. Os seus monges eram designados "estuditas" e os seus costumes e regras continuam a influenciar muitos mosteiros ortodoxos, nomeadamente os do Monte Atos, passados mais de 500 anos desde o seu encerramento. A única parte que sobreviveu foi a Catedral de São João Batista, possivelmente a igreja ainda existente mais antiga de Istambul. A catedral foi convertida em mesquita pelo sultão Bajazeto II, que reinou entre 1481 e 1512. Atualmente encontra-se em ruínas. | en  |
| ID     | Igreja Nova                        |                                                                                     |                                                                                                | Situava-se a sudoeste do Grande Palácio de Constantinopla e a leste do Palácio de Bucoleão. | Foi a primeira grande igreja construída depois de Santa Sofia. Após a conquista turca, foi usada como arsenal e destruída quando um raio a atingiu em 1490. | en  |

[2] ^ Links para os artigos correspondentes em Wikipédias em línguas estrangeiras.

## Códigos de "tipo"
| Código | Descrição                                             |
| ------ | ----------------------------------------------------- |
| I      | Igreja ainda existente                                |
| ID     | Igreja desaparecida                                   |
| IM     | Igreja transformada em mesquita                       |
| IMU    | Igreja transformada em mesquita e atualmente em museu |